# Pasirmalati
Pasirmalati is een bestuurslaag in het regentschap Majalengka van de provincie West-Java, Indonesië. Pasirmalati telt 1757 inwoners (volkstelling 2010).